# Zhang Lijia

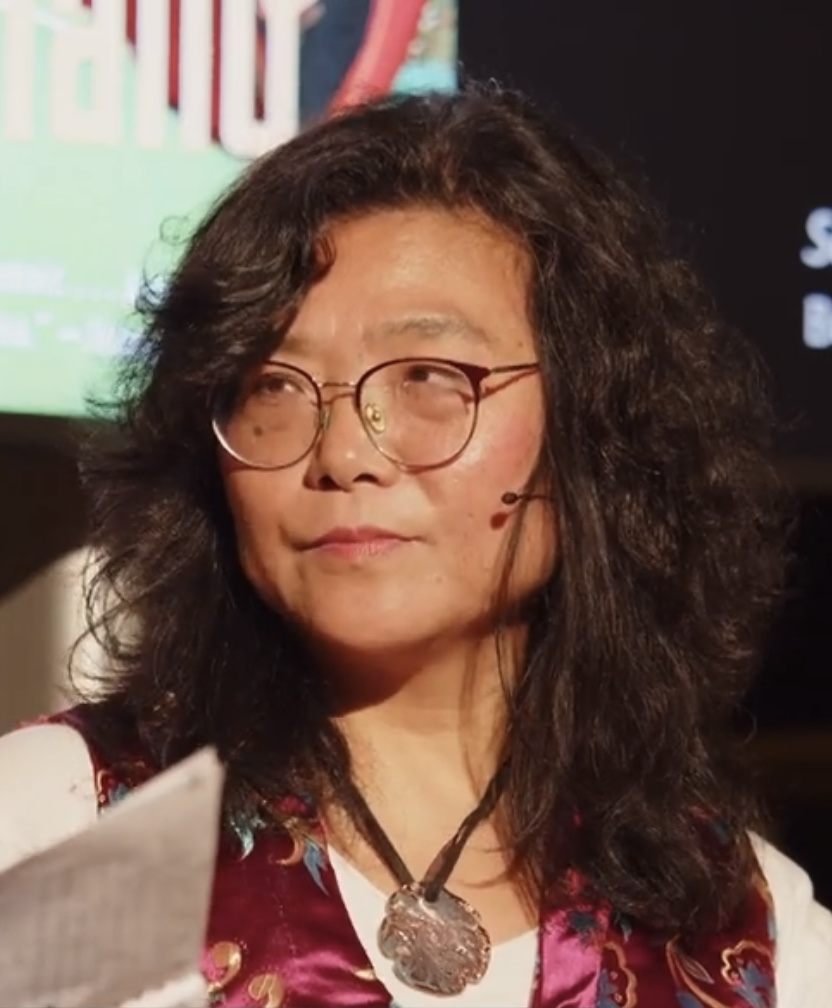
Zhang Lijia (2023)

Zhang Lijia (chinesisch 张丽佳, Pinyin Zhāng Lìjiā; * Mai 1964 in Nanjing, Volksrepublik China) ist eine chinesische Autorin und Journalistin.

## Leben
Im Alter von 16 Jahren begann sie als Arbeiterin in einer Raketenfabrik. Während des Jahrzehnts in der Rüstungsfabrik erlernte sie Englisch. 1990 ging sie nach England, um dort dann Journalismus zu studieren. Ihre Artikel wurden in Zeitungen und Magazinen veröffentlicht. Sie ist Mitautorin von China Remembers (OUP, 1999) und ihre Memoiren „Socialism is Great!“ A Worker’s Memoir of The New China wurde u. a. von der University of Western Australia Press herausgegeben.
Lijia Zhang war mit Calum MacLeod, einem Reporter für USA today, verheiratet. Sie lebt mit ihren beiden Töchtern in Peking.